# Чахохбили
Чахохби́ли (груз. ჩახოხბილი) — блюдо грузинской кухни в виде рагу из мяса птицы и овощей.
Первоначально делалось из мяса фазана (груз. ხოხობი — [хохоби]), но в настоящее время в основном готовится из мяса домашней птицы — курятины или индюшатины (иногда из баранины).
Блюдо готовится из кусочков филе птицы, тушенных в томатном соусе, с добавлением специй и чеснока. Характерной особенностью чахохбили является предварительное (до тушения) обжаривание птицы в течение 15 минут без добавления какого-либо жира (так называемое сухое обжаривание).